# Comité Olímpico Nacional Sanmarinense
El Comité Olímpico Nacional Sanmarinense (en italiano: Comitato Olimpico Nazionale Sammarinese) es una organización no lucrativa que es la máxima autoridad en el deporte olímpico en San Marino.

## Historia
Fue fundado en el año 1959 y en ese mismo año obtuvo el reconocimiento por parte del Comité Olímpico Internacional y su primer presidente fue Federico Bigi. La primera participación olímpica de San Marino fue en Roma 1960, participante en cada edición de Juegos Olímpicos desde entonces.
A nivel de Juegos Olímpicos de Invierno participó por primera vez en la edición de Innsbruck 1976 y solo faltó a la edición de 1980.

## Organizaciones
Estas son las federaciones afiliadas al comité:
| - Aeronáutica - Ciclismo - Artes marciales - Atletismo - Natación - Deportes de motor - Béisbol-softbol - Boliche - Fútbol - Ciclismo | - Gimnasia - Golf - Ecuestre - Motociclismo - Pesca deportiva - Deporte Invernal - Tenis - Tenis de mesa - Tiro olímpico - Tiro con arco | - Vela - Lucha |

## Presidentes
- Federico Bigi (1959-1969)
- Giuseppe Micheloni (1969-1973)
- Federico Bigi (1973-1978)
- Libero Barulli (1978-1981)
- Domenico Bruschi (1981-1988)
- Giovanni Vito Marcucci (1989-1996)
- Angelo Vicini (1997-2012)
- Gian Primo Giardi (desde 2013)